# Kat Von D
Katherine von Drachenberg (Montemorelos, 8 de março de 1982) é uma tatuadora, personalidade televisiva e cantora americana. É mais conhecida por seu trabalho como tatuadora no reality show Miami Ink (exibido no Brasil pelo canal LIV). Uma série subsequente, LA ink estrelando Kat Von D, também exibido no Brasil pelo canal TLC Brasil, estreou em 7 de agosto de 2007 nos Estados Unidos e em 11 de novembro de 2007 no Reino Unido.

## Biografia
Ficou conhecida também por ter sido namorada de Nikki Sixx, baixista e fundador da banda Mötley Crüe, 24 anos mais velho.
Katherine Von Drachenberg mais conhecida por Kat Von D nasceu em 8 de março de 1982. Ela mudou-se para os Estados Unidos com apenas quatro anos, instalando-se em Colton, California. Seus pais, no entanto, são da Argentina. Seu pai, René von Drachenberg, é um descendente de alemão e sua mãe, Sylvia Galeano, tem raízes hispânico-italianas. Ela fala castelhano e inglês fluentemente. Ela tem um irmão chamado Michael e uma irmã chamada Karoline Smith.
Cresceu em "Inland Empire". Ela fez sua primeira tatuagem em 1996, aos 14 anos de idade, com um "aparelho de tatuar" caseiro, um "J" em seu tornozelo, com certeza fora um momento de amor. Em 1998, aos 16 anos de idade, ela começou a trabalhar em sua primeira loja profissional, a Sin City Tattoo. Esse foi um grande período de crescimento em seu trabalho, o que mais tarde, a levou a trabalhar na "True Tattoo" com Clay Decker e Chris Garver. Foi também uma oportunidade de viver e trabalhar em Hollywood, Los Angeles. Enquanto trabalhava na True Tattoo, Von D conheceu seu primeiro marido, Oliver Peck, e, ocasionalmente, trabalhou em sua loja de tatuagem, Elm Street Tattoo, em Dallas, no Texas.
Kat estrelou também em um filme chamado The Bleeding, dirigido por Charlie Picemi. O enredo gira em torno de um homem que tem que livrar o mundo de vampiros, um dos quais é a Kat Von D. O filme foi lançado em 2009 e tem no elenco atores como Vinnie Jones, DMX, Michael Madsen e Michael Matthias.
Em 2008, Kat foi uma das contribuidoras do livro Cherry Bomb, de Carrie Borzillo-Vrenna, juntamente com Dita Von Teese, Tori Amos, Cherie Currie da banda Runaways, Terri Nunn, Lisa Loeb, Katy Perry, Jessicka, Samantha Maloney, Betsey Johnson, Anna Sui e Louise Post. Von D também trabalhou com a banda finlandesa de rock gótico The 69 Eyes, fornecendo vocais femininos para faixa "Rosary Blue" presente no décimo álbum de estúdio da banda, "X", lançado em 2012.

## Clientes Famosos
Kat Von D já tatuou Jim Rota do Fireball Ministry, Matt Skiba, do  Alkaline Trio, Jeffree Star (ex-amigo íntimo de Kat), o skatista e também estrela da MTV, Bam Margera, o mais louco da trupe do Jackass, Steve-O, Ja Rule, Ville Valo (membro da banda HIM), o guitarrista Frank Iero do My Chemical Romance, The Game, Kerry King do Slayer, Jesse Hughes do Eagles of Death Metal, Marta do Bleeding Through, Tim Lambesis da banda As I Lay Dying, Dave Navarro, Billie Joe Armstrong, Brent Hinds do Mastodon, Zacky Vengeance e M. Shadows do Avenged Sevenfold, Lady GaGa, Mike Vallely do Revolution Mother, o roqueiro Lemmy Kilmister do Motörhead, Mike Kroeger do Nickelback, um dos integrantes do Metal Skool, Sebastian Bach, o cantor e ator Jared Leto, Miley Cyrus e a cantora e atriz Demi Lovato e muitos outros famosos.
Recentemente ela tatuou um retrato de Mick Mars em seu ex namorado, Nikki Sixx. Tatuou também a filha de Kurt Cobain, ex integrante da banda Nirvana, Frances Bean Cobain.

## Eagles Of Death Metal
Kat Von D foi homenageada na música "High Voltage", que consta no terceiro álbum da banda Eagles of Death Metal. O nome da música foi dado após ela ter inaugurado seu próprio estúdio de tatuagem em Los Angeles.

## Gosto musical
Kat Von D começou a praticar piano aos 6 anos de idade, e passou a ouvir bandas como Misfits, Ramones, e outras bandas de punk rock aos 12 anos. Particularmente, ela aprecia muito Ludwig van Beethoven e também Space Station Wagon. Kat tatuou nela mesma alguns nomes de bandas como HIM, Turbonegro, ZZ Top, AC/DC, Slayer e "Slutallica", uma modificação no nome da banda Metallica e junção do termo Slut.

## Vida pessoal
Inicialmente, Kat se tornou cristã evangélica, sendo batizada na Igreja Batista de Switzerland em Vevay, Indiana, em 2023. No entanto, em 2024, Von D optou por se tornar catecúmena na Igreja Ortodoxa.